# Болонський автосалон
Автосалон в Болоньї (англ. MOTOR SHOW) - автосалон, що проходить щорічно на початку грудня в містечку Болонья, Італія. Автосалон визнаний міжнародною організацією виробників автомобілів. Вперше автосалон було відкрито в 1976 році. Проходить у виставковому центрі Болонья Fiere.